# ایریدین
ایریدین (به انگلیسی: Iridin) با فرمول شیمیایی C۲۴H۲۶O۱۳ یک ترکیب شیمیایی با شناسه پاب‌کم ۵۲۸۱۷۷۷ است. که جرم مولی آن ۵۲۲٫۴۵ g/mol می‌باشد. 